# Tarakonska Hispanija
Tarakonska Hispanija (lat. Hispania Tarraconensis) je bila jedna od triju rimskih provincija u Hispaniji. Teritorij joj je pokrivao najveći dio mediteranske obale današnje Španjolske zajedno s unutrašnjošću. Na jugu je graničila s područjem današnje Andaluzije odnosno Betijske Hispanije dok se na zapadu nalazila Luzitanija.
Provincija je osnovana godine 27. pr. Kr. kada je Oktavijan August reorganizirao rimsku državu; te je zamijenila dotadašnju provinciju Hispania Citerior. Godine 293. car Dioklecijan proveo je još jednu reorganizaciju i tada su stvorene dvije nove provincije - Galecija i Carthaginensis, obje na granici s Tarakonskom Hispanijom. Provincija se održala do početka 5. stoljeća kada su je osvojili Vizigoti.

## Vanjske poveznice
- World of the Imperium Romanum: Hispania  Arhivirana inačica izvorne stranice od 5. rujna 2003. (Wayback Machine)
- Detailed Map of Pre-Roman Peoples in Iberia (around 200 BC)  Arhivirana inačica izvorne stranice od 11. lipnja 2004. (Wayback Machine)
- Historical Outline of the Roman conquest of Hispania and the Province of Tarraconensis
- Spanish site dedicated to Roman technology, especially aqueducts and mines  Arhivirana inačica izvorne stranice od 28. svibnja 2008. (Wayback Machine)